# Plomin
Plomin, popis 1991; skupaj: 137
Plomin (italijansko: Fianona) je naselje, ki upravno spada pod občino Kršan; le-ta pa spada pod Istrsko županijo.

## Geografija
Plomin leži v srednjem delu vzhodne obale Istre na  148 m visokem hribčku nad Plominskim zalivom in naseljem Plomin Luka, ob glavni cesti Reka - Pulj.
Z razgledne točke na rtu Mašnjak 247 mnm, ki je oddaljen okoli 2,5 km od naselja, je lep razgled na okoli 3,5 km dolg in 300 do 400 m širok Plominski zaliv in otok Cres. Pod naseljem Plomin je postavljena velika termoelektrarna -  Termoelektrarna Plomin. V Plominu je odcep ceste proti Pazinu (28 km).

## Prebivalstvo
V Plominu stalno živi 124 prebivalcev (popis 2001)

## Zgodovina
Plomin se je razvil na kraju starega ilirsko - rimskega naselja Flanona. V srednjem veku je bil kraj v lasti oglejskega patriarha, od 1420 pa v lasti Benetk. V kraju je delno ohranjen sistem fortifikacij iz 16. in17. stol. Na južni fasadi romanske cerkve sv. Jurija Starog je ohranjen glagoliski napis iz 11. do 12. stol., ki je eden najstarejših glagoliskih spomenikov v Istri. V vasi stoji župnijska cerkev postavljena leta 1474

## Demografija
| Pregled števila prebivalcev po letih | Pregled števila prebivalcev po letih | Pregled števila prebivalcev po letih | Pregled števila prebivalcev po letih | Pregled števila prebivalcev po letih | Pregled števila prebivalcev po letih | Pregled števila prebivalcev po letih | Pregled števila prebivalcev po letih | Pregled števila prebivalcev po letih | Pregled števila prebivalcev po letih | Pregled števila prebivalcev po letih | Pregled števila prebivalcev po letih | Pregled števila prebivalcev po letih | Pregled števila prebivalcev po letih | Pregled števila prebivalcev po letih |
| ------------------------------------ | ------------------------------------ | ------------------------------------ | ------------------------------------ | ------------------------------------ | ------------------------------------ | ------------------------------------ | ------------------------------------ | ------------------------------------ | ------------------------------------ | ------------------------------------ | ------------------------------------ | ------------------------------------ | ------------------------------------ | ------------------------------------ |
| 1857                                 | 1869                                 | 1880                                 | 1890                                 | 1900                                 | 1910                                 | 1921                                 | 1931                                 | 1948                                 | 1953                                 | 1961                                 | 1971                                 | 1981                                 | 1991                                 | 2001                                 |
| 1184                                 | 1256                                 | 324                                  | 330                                  | 386                                  | 408                                  | 1474                                 | 1556                                 | 298                                  | 129                                  | 179                                  | 125                                  | 114                                  | 137                                  | 124                                  |